# Municipio de Camp Creek (Ohio)
El municipio de Camp Creek (en inglés: Camp Creek Township) es un municipio ubicado en el condado de Pike en el estado estadounidense de Ohio. En el año 2010 tenía una población de 979 habitantes y una densidad poblacional de 13,78 personas por km².

## Geografía
El municipio de Camp Creek se encuentra ubicado en las coordenadas 38°58′48″N 83°7′59″O / 38.98000, -83.13306. Según la Oficina del Censo de los Estados Unidos, el municipio tiene una superficie total de 71.02 km², de la cual 70,62 km² corresponden a tierra firme y (0,56 %) 0,4 km² es agua.

## Demografía
Según el censo de 2010, había 979 personas residiendo en el municipio de Camp Creek. La densidad de población era de 13,78 hab./km². De los 979 habitantes, el municipio de Camp Creek estaba compuesto por el 96,94 % blancos, el 0,2 % eran afroamericanos, el 1,02 % eran amerindios y el 1,84 % eran de una mezcla de razas. Del total de la población el 0,1 % eran hispanos o latinos de cualquier raza.